# Нобл (Оклахома)
Нобл (енгл. Noble) град је у америчкој савезној држави Оклахома.

## Демографија
По попису из 2010. године број становника је 6.481, што је 1.221 (23,2%) становника више него 2000. године.
| Група             | 2000.         | 2010.         |
| Белци             | 4.665 (88,7%) | 5.448 (84,1%) |
| Афроамериканци    | 10 (0,2%)     | 32 (0,5%)     |
| Азијати           | 13 (0,2%)     | 50 (0,8%)     |
| Хиспаноамериканци | 144 (2,7%)    | 241 (3,7%)    |
| Укупно            | 5.260         | 6.481         |